# 寺岡寛治
寺岡 寛治（てらおか かんじ、1992年12月3日 - ）は、福岡県糟屋郡粕屋町出身の元プロ野球選手（投手）。右投右打。

## 経歴

### プロ入り前
粕屋町立粕屋西小学校では内橋ジュニアスラッガーズでソフトボールをプレーし、粕屋町立粕屋東中学校から福岡粕屋ボーイズで野球を始める。
東海大学付属第五高等学校（現・東海大学付属福岡高等学校）の2年春には投手として149km/hをマークするまでに成長したが、右肘を疲労骨折したことで外野手に転向。3年夏の福岡県大会では左翼手として出場し、準々決勝でサヨナラの適時二塁打を放つなど、チームのベスト4進出に貢献した。
九州共立大学では右肘を手術し、3年時までリハビリに専念。4年春から外野手として公式戦に出場すると、同季は打率.371をマークしてベストナインを受賞した。
九州三菱自動車には外野手として入社したが、寺岡の強肩と投手経験を知った投手コーチの山内孝徳の指示で投球練習を再開。すぐさまオープン戦で150km/hを計測したため、以降は主に外野手とリリーフの二刀流でプレーを続けた。NPB入りを目指す上で、山内からの「上を目指すならピッチャーが近道」という進言と、寺岡自身の「育成枠であってもまずは入ること」という考えから、投手への専念と独立リーグへの挑戦を決意。「正社員なんだから今更プロ野球選手を目指さなくても」という家族の反対を押し切って、九州三菱自動車を2年で退社し、特別合格枠で石川ミリオンスターズに入団した。

### 石川時代
石川では1年目からチームの開幕投手に抜擢され、その後はセットアッパーに定着。43試合に登板して防御率1.52の好成績を残し、NPBの9球団からスカウトが視察に訪れるまでに評価を高めた。
2017年のドラフト会議で東北楽天ゴールデンイーグルスから7位指名を受け、契約金2000万円、年俸600万円で契約に合意。背番号は56。

### 楽天時代
2018年の春季キャンプでは、新人ながら一軍スタートとなったが、一軍での登板はなく、シーズン終了後に戦力外通告を受けた。その後育成選手として再契約した。背番号は056。
2019年は二軍で33試合に登板して2勝1敗、防御率0.64と好調をキープし、7月28日に支配下選手として登録されたことが球団から発表された。新しい背番号は68。8月4日の千葉ロッテマリーンズ戦の7回にプロ初登板を果たし、8回までの2イニングは無失点に抑えたが、9回に代打の清田育宏に3ランを浴びた。一軍での登板はこの1試合にとどまった。二軍では51試合に登板した。
2020年は中継ぎとして自己最多となる24試合に登板し、2勝1敗10ホールド、防御率3.15という成績を残した。9月13日の北海道日本ハムファイターズ戦ではプロ初勝利を挙げた。
2021年は一軍での登板は無かった。二軍では33試合に登板し、3勝1敗、防御率5.47という成績だった。
2022年は二軍で27試合に登板し、1勝1敗、防御率2.19と好投したが、この年も前年に引き続き一軍登板がなかった。10月22日に戦力外通告を受けた。

### 現役引退後
2023年1月19日、現役を引退し、イーグルスアカデミーのコーチに就任することが発表された。

## プレースタイル・人物
最速155km/hのストレートに加え、カットボールやフォークなどの変化球を武器とする。追い込んでからは必ず三振を狙いに行くスタイルで、石川時代は59回1/3を投げて82個の三振を奪うなど、奪三振率が高い。自ら「毛の生えた心臓」と表現するように度胸の良さと、常に全力投球で闘志を前面に出した投球を持ち味としており、石川時代の総合コーチだった武田勝からは「打者に向かって行く気持ち」を高く評価されている。

## 詳細情報

### 年度別投手成績
| 年 度     | 球 団     | 登 板 | 先 発 | 完 投 | 完 封 | 無 四 球 | 勝 利 | 敗 戦 | セ 丨 ブ | ホ 丨 ル ド | 勝 率 | 打 者 | 投 球 回 | 被 安 打 | 被 本 塁 打 | 与 四 球 | 敬 遠 | 与 死 球 | 奪 三 振 | 暴 投 | ボ 丨 ク | 失 点 | 自 責 点 | 防 御 率 | W H I P |
| --------- | --------- | ----- | ----- | ----- | ----- | -------- | ----- | ----- | -------- | ----------- | ----- | ----- | -------- | -------- | ----------- | -------- | ----- | -------- | -------- | ----- | -------- | ----- | -------- | -------- | ------- |
| 2019      | 楽天      | 1     | 0     | 0     | 0     | 0        | 0     | 0     | 0        | 0           | ----  | 15    | 3.0      | 6        | 1           | 0        | 0     | 0        | 2        | 0     | 0        | 3     | 3        | 9.00     | 2.00    |
| 2020      | 楽天      | 24    | 0     | 0     | 0     | 0        | 2     | 1     | 0        | 10          | .667  | 88    | 20.0     | 15       | 0           | 11       | 1     | 2        | 14       | 2     | 0        | 7     | 7        | 3.15     | 1.30    |
| 通算：2年 | 通算：2年 | 25    | 0     | 0     | 0     | 0        | 2     | 1     | 0        | 10          | .667  | 103   | 23.0     | 21       | 1           | 11       | 1     | 2        | 16       | 2     | 0        | 10    | 10       | 3.91     | 1.39    |

### 年度別守備成績
| 年 度 | 球 団 | 投手  | 投手  | 投手  | 投手  | 投手  | 投手     |
| 年 度 | 球 団 | 試 合 | 刺 殺 | 補 殺 | 失 策 | 併 殺 | 守 備 率 |
| ----- | ----- | ----- | ----- | ----- | ----- | ----- | -------- |
| 2019  | 楽天  | 1     | 0     | 1     | 0     | 0     | 1.000    |
| 2020  | 楽天  | 24    | 1     | 6     | 0     | 0     | 1.000    |
| 通算  | 通算  | 25    | 1     | 7     | 0     | 0     | 1.000    |

### 独立リーグでの投手成績
| 年 度     | 球 団     | 登 板 | 完 投 | 勝 利 | 敗 戦 | セ 丨 ブ | 勝 率 | 打 者 | 投 球 回 | 被 安 打 | 被 本 塁 打 | 与 四 球 | 与 死 球 | 奪 三 振 | 暴 投 | ボ 丨 ク | 失 点 | 自 責 点 | 防 御 率 | W H I P |
| --------- | --------- | ----- | ----- | ----- | ----- | -------- | ----- | ----- | -------- | -------- | ----------- | -------- | -------- | -------- | ----- | -------- | ----- | -------- | -------- | ------- |
| 2017      | 石川      | 43    | 0     | 2     | 1     | 0        | .667  | 239   | 59.1     | 38       | 1           | 25       | 3        | 82       | 10    | 0        | 15    | 10       | 1.52     | 1.06    |
| 通算：1年 | 通算：1年 | 43    | 0     | 2     | 1     | 0        | .667  | 239   | 59.1     | 38       | 1           | 25       | 3        | 82       | 10    | 0        | 15    | 10       | 1.52     | 1.06    |

### 記録

#### NPB
初記録
- 初登板：2019年8月4日、対千葉ロッテマリーンズ17回戦（楽天生命パーク宮城）、7回表に2番手で救援登板、3回3失点
- 初奪三振：同上、7回表に井上晴哉から空振り三振
- 初勝利：2020年9月13日、対北海道日本ハムファイターズ17回戦（楽天生命パーク宮城）、4回表に2番手で救援登板、2/3回無失点
- 初ホールド：2020年9月17日、対オリックス・バファローズ15回戦（ほっともっとフィールド神戸）、8回表に5番手で救援登板、1回無失点

### 背番号
- 20（2017年）
- 56（2018年）
- 056（2019年 - 同年7月28日[19]）
- 68（2019年7月29日[19] - 2022年）

## 登場曲
- 「THE Sharehappi」三代目J Soul Brothers（2018年）
- 「ドリームキャッチャー」「ライトスタンド」ベリーグッドマン（2019年）
- 「Dirty Work」Austin Mahone（2020年）